# Weerwolven (boek)
Weerwolven is het achtste boek van de Demonata-serie van de Ierse schrijver Darren Shan. Het is het vervolg op Schaduw van de Dood, het zevende boek van de serie. De originele titel van het boek is Wolf Island. Het boek is vertaald naar het Nederlands door Marce Noordenbos. De Nederlandstalige versie is 235 pagina's dik. Het boek is bedoeld voor kinderen van 10 jaar en ouder.

## De hoofdpersonages
| naam         | personage                                    | kenmerken |
| ------------ | -------------------------------------------- | --- |
| Grubbs Grady | Neef van Derwisj                             | Hij heeft soms wat te kampen met lafheid, wat begrijpelijk is als je weet dat zijn ouders en zus door demonen zijn gedood. |
| Meera Flame  | Discipel (en een goede vriendin van Derwisj) | Een dappere, vriendelijke, en bovenal trouwe vrouw.                                                                        |
| Shark        | Discipel en ex-soldaat                       | Een zeer vechtlustige en dappere man, die niet bang is om te sterven, zolang hij maar vechtend ten onder gaat.             |

Samen vormen zij een team dat is samengesteld om te weten te komen wat de Lammeren van plan zijn. En om, als dit nodig is, een eind te maken aan hun duistere plannen.

## Begrippen
- Discipel: Een beschermer van de aarde tegen invasies van demonen. Zij zijn in aanwezigheid van demonen in staat tot het beheersen van magie.
- De Lammeren: Een groepering die experimenten doet op weerwolven om zo achter een remedie te komen tegen de ziekte van de familie , maar blijkbaar hebben ze ook andere plannen.